# Негреа (Галац)
Негреа (рум. Negrea) насеље је у Румунији у округу Галац у општини Скела. Oпштина се налази на надморској висини од 41 m.

## Становништво
Према подацима из 2002. године у насељу је живело 676 становника, од којих су сви румунске националности.